# غازهای سیاه
غازهای سیاه یا غازک (نام علمی: Branta) نام یک سرده از زیرخانواده غازان است.
گونه‌ها:
- غاز شمالی،  Branta bernicla
- غاز سفیدچهره،  Branta leucopsis
- غاز کانادایی،  Branta canadensis
- غاز وراج،  Branta hutchinsii – B. canadensis
- عروس‌غاز،  Branta ruficollis
- غاز هاوایی،  Branta sandvicensis
- غاز چوب‌رو Branta hylobadistes